# Challenger de Praga 2014
El Prague Open 2014 fue un torneo de tenis profesional jugado en canchas de tierra batida. Se disputó la 17.ª edición del torneo que formó parte del circuito ATP Challenger Tour 2014. Se llevó a cabo en Praga, República Checa entre el 9 y el 15 de junio de 2014.

## Jugadores participantes del cuadro de individuales
| Favorito | País                       | Jugador                 | Rank1 | Posición en el torneo |
| -------- | -------------------------- | ----------------------- | ----- | --------------------- |
| 1        | Bandera de República Checa | Lukáš Rosol             | 52    | CAMPEÓN               |
| 2        | Bandera de República Checa | Jiří Veselý             | 81    | FINAL                 |
| 3        | Bandera de Kazajistán      | Aleksandr Nedovyesov    | 101   | Primera ronda         |
| 4        | Bandera de Canadá          | Peter Polansky          | 135   | Primera ronda         |
| 5        | Bandera de República Checa | Jan Hájek               | 159   | Baja                  |
| 6        | Bandera de España          | Adrián Menéndez         | 174   | Segunda ronda         |
| 7        | Bandera de Italia          | Matteo Viola            | 184   | Segunda ronda         |
| 8        | Bandera de España          | Roberto Carballés Baena | 185   | Primera ronda         |

| Posición en el torneo   |
| ----------------------- |
| Primera y segunda ronda |
| Cuartos de final        |
| Semifinales             |
| FINAL                   |
| CAMPEÓN                 |

- 1 Se ha tomado en cuenta el ranking del 26 de mayo de 2014.

### Otros participantes
Los siguientes jugadores recibieron una invitación (wild card), por lo tanto ingresan directamente al cuadro principal (WC):
- Jakub Filipsky
- Adam Pavlásek
- Lukáš Rosol
- Pavel Staubert

Los siguientes jugadores ingresan al cuadro principal tras disputar el cuadro clasificatorio (Q):
- Roberto Marcora
- Alessandro Giannessi
- Michael Lammer
- Marek Michalička

## Jugadores participantes en el cuadro de dobles

### Cabezas de serie
| Favorito | País                       | Jugador          | País                       | Jugador           | Rank1 | Posición en el torneo |
| -------- | -------------------------- | ---------------- | -------------------------- | ----------------- | ----- | --------------------- |
| 1        | Bandera de República Checa | František Čermák | Bandera de Rusia           | Michail Elgin     | 123   | Baja                  |
| 2        | Bandera de Irlanda         | James Cluskey    | Bandera de República Checa | Jaroslav Pospíšil | 336   | Semifinales           |
| 3        | Bandera de Estados Unidos  | Vahid Mirzadeh   | Bandera de Canadá          | Peter Polansky    | 386   | Cuartos de final      |
| 4        | Bandera de República Checa | Lukáš Dlouhý     | Bandera de República Checa | Jaroslav Levinský | 411   | Cuartos de final      |

- 1 Se ha tomado en cuenta el ranking del 26 de mayo de 2014.

## Campeones

### Individual Masculino
- Lukáš Rosol derrotó en la final a  Jiří Veselý, 3–6, 6–4, 6–4

### Dobles Masculino
- Roman Jebavý /  Jiří Veselý derrotaron en la final a  Hsin-han Lee /  Ze Zhang, 6–1, 6–3